# Società Sportiva Calcio Giugliano 2001-2002
Questa voce raccoglie le informazioni riguardanti la Società Sportiva Calcio Giugliano nelle competizioni ufficiali della stagione 2001-2002.

## Sponsor
Lo sponsor tecnico è Legea, mentre lo sponsor ufficiale è Giugliano Città della Mela Annurca.

## Rosa
| N. |                   | Ruolo | Calciatore              |
| -- | ----------------- | ----- | ----------------------- |
|    | Italia (bandiera) | C     | Angelo Affaticato       |
|    | Italia (bandiera) | D     | Salvatore Astarita      |
|    | Italia (bandiera) | A     | Giorgio Corona          |
|    | Italia (bandiera) | P     | Luciano Corona          |
|    | Italia (bandiera) | D     | Vittorio De Carlo       |
|    | Italia (bandiera) | A     | Pietro Davide Dell'Orzo |
|    | Italia (bandiera) | A     | Nunzio Falco            |
|    | Italia (bandiera) | A     | Gianluca Fanelli        |
|    | Italia (bandiera) | D     | Simone Fortini          |
|    | Italia (bandiera) | D     | Massimo Gobbi           |
|    | Italia (bandiera) | D     | Giuseppe Guadagno       |
|    | Italia (bandiera) | A     | Roberto Manfredi        |
|    | Italia (bandiera) | C     | Giulio Migliaccio (II)  |

| N. |                   | Ruolo | Calciatore              |
| -- | ----------------- | ----- | ----------------------- |
|    | Italia (bandiera) | D     | Vincenzo Migliaccio (I) |
|    | Italia (bandiera) | C     | Vincenzo Mirabile       |
|    | Italia (bandiera) | D     | Giuseppe Misiti         |
|    | Italia (bandiera) | A     | Nicola Panico           |
|    | Italia (bandiera) | D     | Fabio Paratici          |
|    | Italia (bandiera) | C     | Armando Puca            |
|    | Italia (bandiera) | C     | Fabrizio Romondini      |
|    | Italia (bandiera) | C     | Francesco Sorbino       |
|    | Italia (bandiera) | P     | Gabriele Spinetta       |
|    | Italia (bandiera) | D     | Thomas Urso             |
|    | Italia (bandiera) | C     | Fabio Vastarella        |
|    | Italia (bandiera) | D     | Simone Veronese         |